# Roè Volciano
Roè Volciano är en kommun i provinsen Brescia i regionen Lombardiet i Italien. Kommunen hade 4 515 invånare (2018).